# Hirthia
Hirthia é um género de gastrópode  da família Thiaridae.
Este género contém as seguintes espécies:
- Hirthia globosa Ancey, 1898
- Hirthia littorina Ancey, 1898